# Münsterplatz (Mainz)

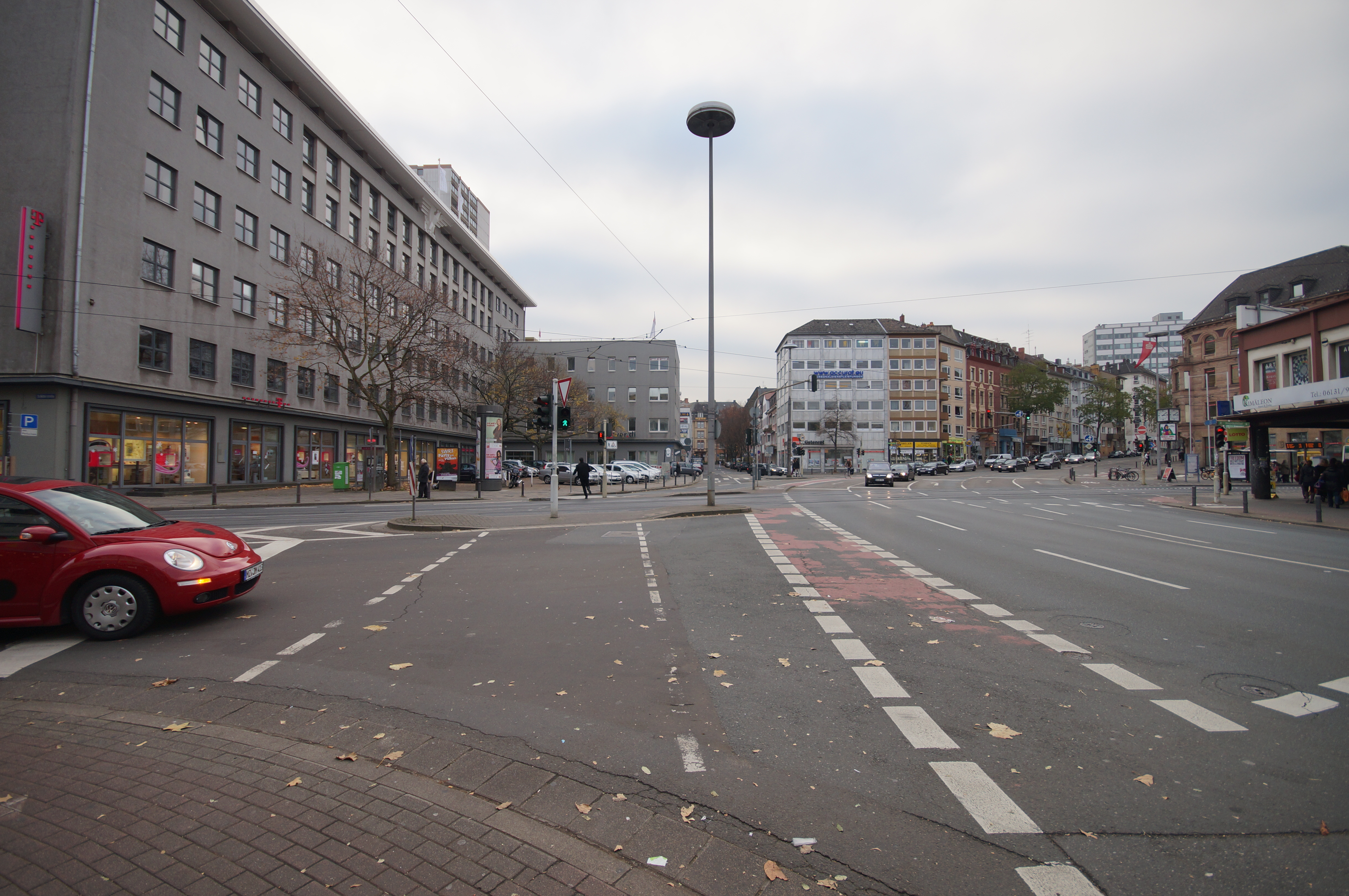
Der Münsterplatz in Mainz-Altstadt, links das Telegraphenamt

Der Münsterplatz ist ein baukulturell und städtebaulich bedeutender Platz in Mainz-Altstadt. Er gilt als wichtigster Eingang zur Mainzer Altstadt. Der Platz ist aufgrund seiner sozialen und städtebaulichen Geschichte als Denkmalzone ausgewiesen.

## Geschichte
Der Platz erhielt seinen Namen aufgrund des früher an dieser Stelle stehenden Münstertors der Festung Mainz und der Abtei Altmünster. Obwohl 1877 das Münstertor im Rahmen der Stadterweiterung abgerissen wurde, behielt die Fläche weiter ihren Namen. Zu diesem Zeitpunkt war der Münsterplatz der Treffpunkt der Verkehrswege Große Bleiche und Schillerstraße. In der folgenden Zeit wurden die Binger Straße und die Mittlere Bleiche verlängert und an den Münsterplatz angeschlossen. So wurde der Münsterplatz mit dem restlichen Verkehr aus dem Bleichenviertel und dem Verkehr aus dem Westen und Süden zu einem Verkehrsknotenpunkt. Durch die Vergrößerung des Platzes mussten einige Altmünsterhäuser abgerissen werden. Außerdem wurden mehrere überbaubare Grundstücksflächen nicht bebaut. In den nächsten Jahren wurden in der Gegend des Mainzer Münsterplatzes weitere Gebäude erbaut. In den 1920er Jahren wurde der Münsterplatz wegen des Platzbedarfs nochmals vergrößert.
1926 wurde ein Wettbewerb unter den Architekten in Hessen und Hessen-Nassau zur Bebauung von Grundstücken ausgeschrieben, auf denen früher einige Altmünsterhäuser waren. Eine Bedingung der Bebauung der Fläche war, dass die Baulinie der Gebäude genügend Platz für einen großen Verkehrsplatz und eine angemessene Breite der Schillerstraße gewährleistet war. Ein weiteres Ziel dieser Grundstücksverkleinerungen war, dass der Blick und das architektonische Gegenspiel zum Erthaler Hof aus dem Barock möglich war. Schließlich gewannen die beiden Architekten H. F. W. Kramer und Gottlob Schaupp aus Frankfurt am Main den Wettbewerb zur Verkleinerung des Münsterplatzes und zur Errichtung des Telegraphenamts und des Finanzamts in der Schillerstraße. Von 1928 bis 1930 dauerte der Bau des Telegraphenamts, ab 1929 errichtete man das Finanzamt. 1931 war schließlich auch das Finanzamt fertiggestellt. In der Weimarer Republik waren die Gebäude die bedeutendsten Bauwerke der Moderne in Mainz.

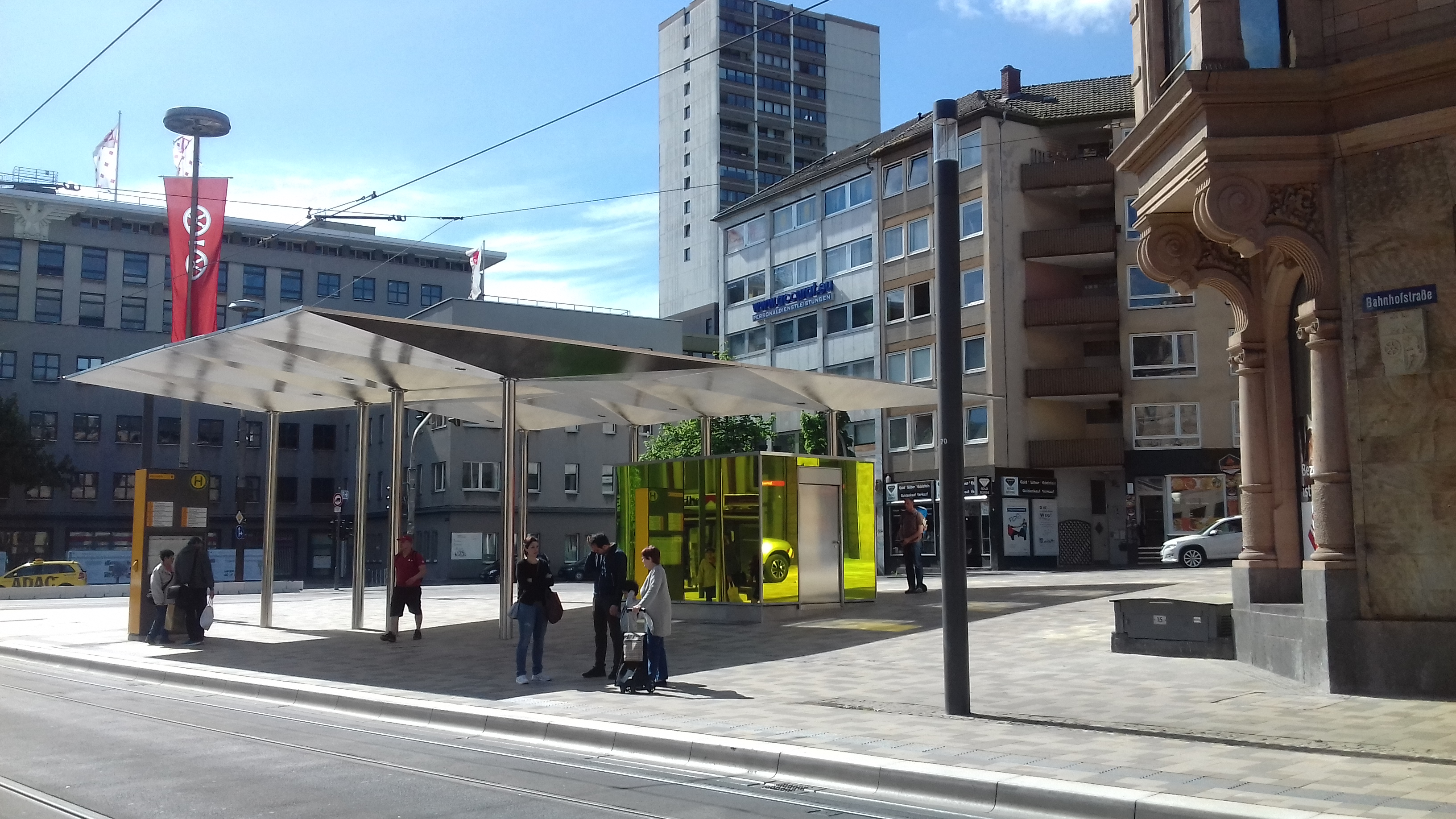
Der südliche Teil des sanierten Haltepunkts „Münsterplatz“ mit einer neuen Bedürfnisanstalt. An dem Haltepunkt halten Straßenbahnen und Busse der Mainzer Verkehrsgesellschaft.

Der lange nicht modernisierte Münsterplatz wirkte bis 2017 sanierungsbedürftig. Es wurde in der Mainzer Politik darüber nachgedacht, sowohl die angrenzenden Gebäude als auch den Münsterplatz zu sanieren. 2015 wurde ein Siegerentwurf für die Neugestaltung der Bahnhofstraße und der Nordseite des Münsterplatzes gekürt. Im Kontext der Sanierung der Straßenbahngleise sollte dabei eine attraktivere Gestaltung des Platzes erreicht werden. Im März 2017 begannen die Umbauarbeiten auf dem Münsterplatz und der angrenzenden Bahnhofstraße, am 28. April 2018 konnte der neugestaltete Platz feierlich eingeweiht werden.
Um den Hauptbahnhof als ÖPNV-Drehscheibe zu entlasten, wird momentan eine Straßenbahntrasse durch die Binger Straße gebaut. Um diesen Bypass zu bauen, wurde die Verkehrsführung am Münsterplatz geändert und Teilsperrungen eingerichtet. Ein Abschluss der Arbeiten ist für Anfang 2026 geplant.

## Architektur
Die Denkmalzone umfasst den Bereich der zusammentreffenden Straßen und das Telegraphenamt sowie das Finanzamt in der Schillerstraße. Der Münsterplatz ist ein zentraler Verkehrsknotenpunkt in der Mainzer Altstadt. An ihm laufen die Straßen Große Bleiche, Schillerstraße, Bilhildisstraße, Binger Straße und die Bahnhofstraße zusammen. Der Architekt Gottlob Schaupp verwirklichte seine Ideen in den Gruppierungen der Gebäudeteile. Auffällig ist, dass das Hauptgebäude des Telegraphenamts mit seiner Breite und Höhe alle Gebäude am Münsterplatz überragt. Es ist das auffälligste Gebäude am Münsterplatz. Das Telegraphenamt bildet mit dem Finanzamt in der Denkmalzone eine architektonische Korrespondenz: Von der Baugruppierung, der Symmetrie, der Fensteranordnung und den Baukuben haben die Gebäude Ähnlichkeiten, jedoch ist das Telegraphenamt etwas höher und breiter. Zudem bilden die Ämter einen Gegensatz zu dem nahen Erthaler Hof, der äußerlich stark geschmückt ist und auffällige Gruppierungen aufweist. So wurden unter anderem von Kramer geplante Gebäudevorsprünge und von Schaupp angedachte aufteilende Fassadenlinien nicht realisiert.
An den Gebäuden und dem Platz lässt sich der damalige Baustil der Allgemeingültigkeit und die Bauart ohne aufwändige Verzierungen ablesen. Die Gebäude am Münsterplatz wurden im Rahmen der neuen Sachlichkeit und mit Einflüssen des Purismus errichtet. Im Zentralblatt der Bauverwaltung wird der neue Münsterplatz aufgrund dessen im Juni 1927 wie folgt beschrieben:

„Es war interessant zu beobachten, daß die künstlerisch ernst zu nehmenden Arbeiten fast durchweg verwandten Geistes waren. Überall sah man die durchlaufenden Horizontalen, die einfachen Baukuben ohne wesentlich vorspringende Gesimse oder andere Bauglieder, den teilweisen oder ganzen Verzicht auf ästhetische Mitwirkung des Daches, die flächige Behandlung der Fassaden im nordisch-mittelalterlichen Sinne.“